# Данилово (Белозерский район)
Данилово — деревня в Белозерском районе Вологодской области.
Входит в состав Гулинского сельского поселения, с точки зрения административно-территориального деления — в Гулинский сельсовет.
Расположена на берегу Азатского озера. Расстояние по автодороге до районного центра Белозерска составляет 45 км, до центра муниципального образования деревни Никоновская — 15 км. Ближайшие населённые пункты — Звоз, Полынино, Черково.
Население по данным переписи 2002 года — 5 человек.